# Dajia
Dajia (chiń. upr. 大甲区; chiń. trad. 大甲區; pinyin Dàjiǎ qū; Wade-Giles Ta-chia ch’ü) – dzielnica (chiń. 區, qū) w rejonie nadmorskim miasta wydzielonego Taizhong na Tajwanie. 
23 czerwca 2009 komitet przy Ministrze Spraw Wewnętrznych Republiki Chińskiej zarekomendował scalenie dotychczasowego powiatu Taizhong (chiń. trad. 臺中縣; pinyin Táizhōng xiàn) i miasta Taizhong (chiń. trad. 臺中市; pinyin Táizhōng xiàn) w miasto wydzielone (chiń. 直轄市, zhíxiáshì); wszystkie gminy miejskie (chiń. 鎮, zhèn), jak Dajia, miasta i gminy wiejskie wchodzące w skład powiatu zostały przekształcone w dzielnice (chiń. 區, qū). Ustawa weszła w życie 25 grudnia 2010 roku.
Populacja dzielnicy Dajia w 2016 roku liczyła 77 656 mieszkańców – 38 551 kobiet i 39 105 mężczyzn. Liczba gospodarstw domowych wynosiła 22 924, co oznacza, że w jednym gospodarstwie zamieszkiwało średnio 3,39 osób.

## Demografia (2011–2016)
| Rok  | Liczba ludności | Gęstość zaludnienia | Kobiety | Mężczyźni | Gospodarstwa domowe |
| ---- | --------------- | ------------------- | ------- | --------- | ------------------- |
| 2011 | 78 118          | 1334                | 38 522  | 39 596    | 21 870              |
| 2012 | 77 986          | 1332                | 38 444  | 39 542    | 22 118              |
| 2013 | 77 847          | 1330                | 38 423  | 39 424    | 22 312              |
| 2014 | 77 607          | 1326                | 38 368  | 39 239    | 22 522              |
| 2015 | 77 714          | 1328                | 38 543  | 39 171    | 22 718              |
| 2016 | 77 656          | 1327                | 38 551  | 39 105    | 22 924              |